# Guido Müller (Geograph)
Guido Müller (* 7. September 1937 in Salzburg) ist ein österreichischer Geograph und Landesforscher sowie Professor im Ruhestand der Paris-Lodron-Universität Salzburg.

## Leben
Guido Müller studierte nach Ablegung der Reifeprüfung an der Bundeslehrerbildungsanstalt in Salzburg das Lehramtsstudium für Mathematik und Geographie an der Universität Wien und der Universität Innsbruck. Er legte im Jahr 1963 die Lehramtsprüfung für die Fächer Geographie und Mathematik ab und wurde 1964 der erste Assistent am neu gegründeten Geographischen Institut der in diesem Jahr wiedererrichteten Paris-Lodron-Universität Salzburg und ist damit mit dem Aufbau des Geographischen Instituts (später Institut für Geographie) untrennbar verbunden.
Da Egon Lendl als erster Lehrstuhlinhaber am Geographischen Institut 1964 auch der erste gewählte Rektor der Paris-Lodron-Universität wurde, hatte Müller vielfältige Aufgaben in Verwaltung und Lehre zu übernehmen. Neben diesen vielfältigen Aufgaben promovierte er im Jahr 1978 an der Universität Innsbruck zum Doktor der Philosophie mit der Dissertation „Die Landwirtschaft im Stadtbereich Salzburgs : wechselseitige Beziehungen zwischen Landwirtschaft und Stadtentwicklung“ für die er noch in diesem Jahr den Förderungspreis des Landes Salzburg erhielt.
Am 31. August 1973 habilitierte sich Müller mit einer Arbeit über „Die Landwirtschaft als prägendes und geprägtes Element in der Stadtlandschaft“, die als zweiter Band der Schriftenreihe „Arbeiten aus dem Geographischen Institut der Universität Salzburg“ im Jahr 1971 erschienen ist. Er übernahm in der Folge wesentliche Teile der Lehre in der Humangeographie und war – wie im Salzburgwiki zu lesen ist – „durch seinen ausgleichenden Charakter eine wesentliche Stütze für das damals trotz vieler interner Quereleien nach außen einig auftretende Institut“.
Am 19. August 1976 wurde er zum Außerordentlichen Universitätsprofessor ernannt und war seitdem mehrfach Vorstand des Instituts für Geographie. Neben seiner Aufgaben war und ist er bis heute in der Gesellschaft für Salzburger Landeskunde aktiv, zu deren stellvertretenden Vorsitzenden er im Jahr 1996 gewählt wurde. Nach seiner Pensionierung im Jahr 2002 wurde er durch die Entlastung von Verwaltungsagenden ein aktiver Präsentator der geographischen Landeskunde von Salzburg. Seine Arbeiten über den Untersberg und den Gaisberg sowie zahlreiche Beiträge in den Mitteilungen der Gesellschaft für Salzburger Landeskunde machten ihn zu einem der bedeutendsten Forschungspersönlichkeiten im Bereich der Geographie des Landes Salzburg. Dies wurde am 25. Oktober 2017 durch die Verleihung des „Großen Verdienstzeichens des Landes Salzburg“ durch den damaligen Landeshauptmann-Stellvertreter Christian Stöckl, der selbst ein Dissertant von Guido Müller war, eindrucksvoll belegt.

## Mitgliedschaften
- Österreichische Geographische Gesellschaft (ÖGG)
- Ehrenmitglied der Gesellschaft für Salzburger Landeskunde

## Preise und Ehrungen
- 1968 Förderungspreis des Landes Salzburg
- 1970 Hans-Kudlich-Preis
- 1975 Theodor-Körner-Preis
- 2017 Großes Verdienstzeichen des Landes Salzburg

## Schriften (Auswahl)
Monografien
- Die Landwirtschaft im Stadtbereich Salzburgs. Wechselseitige Beziehungen zwischen Landwirtschaft und Stadtentwicklung. Innsbruck 1968 (Dissertation an der Philosophischen Fakultät der Universität Innsbruck).
- Die Landwirtschaft als prägendes und geprägtes Element in der Stadtlandschaft. Unter besonderer Berücksichtigung der Stadt Salzburg (= Arbeiten aus dem Geographischen Institut der Universität Salzburg. Band 2). Geographisches Institut, Salzburg 1971 (Habilitationsschrift).
- (gem. mit Friedrich Leitich) Der Gaisberg. Salzburgs Hausberg im Zeitgeschehen von zwei Jahrhunderten (= Mitteilungen der Gesellschaft für Salzburger Landeskunde. 16. Ergänzungsband). Selbstverlag der Gesellschaft für Salzburger Landeskunde, Salzburg 1997.
- (gem. mit Thomas Weidenholzer) Salzburgs alte und neue Brücken über die Salzach. Selbstverlag Stadtgemeinde Salzburg, Salzburg 2001, ISBN 3-901014-75-6.
- Der Untersberg bei Salzburg 1796−1870. Zwischen sagenhaft und massenhaft. Herrn Ass. Prof. Dr. Hermann Suida zum 60. Geburtstag gewidmet. Selbstverlag Fachbereich für Geographie, Geologie und Mineralogie, Salzburg 2004.
- Die Salzburger sind ein munteres Volk …. Der ländliche Raum Salzburgs und dessen Bewohner in früherer Zeit (1784–1895), aus Schilderungen von Zeitgenossen aus Nah und Fern (= Veröffentlichungen des Salzburger Freilichtmuseums. Band 20). Verein der Freunde des Salzburger Freilichtmuseums, Salzburg 2013.

Buchbeiträge
- Salzburger topographische Reliefs und ihre Hersteller. Ein erster, hauptsächlich auf zeitgenössischer Literatur basierender Überblick. In: Riedl, Helmut (Hrsg.): Beiträge zur Geographie von Salzburg zum 25-jährigen Bestehen des Institutes für Geographie der Universität Salzburg und zum 21. Deutschen Schulgeographentag in Salzburg (= Salzburger Geographische Arbeiten. Band 17). Selbstverlag Institut für Geographie, Salzburg 1988, S. 115 – 126.

- Gustav Pelikan (1840 – 1919). Ein bedeutender österreichischer Kartograf und Geoplastiker. In: Jürgen Breuste und Martina Fromhold-Eisebith (Hrsg.): Raumbilder im Wandel. 40 Jahre Geographie an der Universität Salzburg. (= Salzburger Geographische Arbeiten. Band 38). Selbstverlag Fachbereich Geographie, Geologie und Mineralogie, Salzburg 2005, S. 27 – 36.

Artikel in Zeitschriften
- Anton Eleutherius Sauter (1800–1881) und sein familiäres Umfeld. In: Zeitschrift der Gesellschaft für Salzburger Landeskunde für alle Mitglieder und Freunde. Band 2023, Nr. 4, 2023, S. 6 – 17.
- August Prinzinger (1811–1899). In: Zeitschrift der Gesellschaft für Salzburger Landeskunde für alle Mitglieder und Freunde. Band 2024, Nr. 1, 2024, S. 6 – 18.
- Peter Karl Thurwieser als Bergsteiger (Kramsach 1789 – 1865 Salzburg). In: Mitteilungen der Gesellschaft für Salzburger Landeskunde für alle Mitglieder und Freunde. Band 2022/2023. Verlag Anton Pustet, 2023, ISBN 978-3-7025-1097-8, S. 220 – 257.